# Ioan Pălăghiță
Ioan N. Palaghiță (n. 13 februarie 1899, Onești – d. 9 mai 1943, Kuban, Rusia) a fost un ofițer român, care a luptat în cel de-al Doilea Război Mondial, căzând eroic pe frontul antisovietic.

## Biografie
Ioan N. Pălăghiță s-a născut la data de 13 februarie 1899 în localitatea Onești. Maiorul Ioan Pălăghiță a fost comandantul Batalionului 1 din Regimentul 94 Infanterie al Diviziei 19 Infanterie.
A absolvit Școala Normală din Bacău și apoi Școala de ofițeri de infanterie. Tot la Bacău a absolvit Liceul "Ferdinand I", fratele său mai mic, Ștefan, care l-a avut coleg de bancă pe Constantin Arseni, vestitul neurochirurg de mai târziu. Ștefan Palaghiță a absolvit apoi Facultatea de Medicină din Iași, secția medicină generală.
Ofițerul Ioan N. Palaghiță s-a stabilit în Iași unde și-a cumpărat o casă cu livadă pe dealul Copou, căci avea o veche pasiune pentru horticultură. Soția sa, Ana, era farmacistă și provenea dintr-o familie de intelectuali evrei; avea  frați profesori universitari. Ioan N. Palaghiță a devenit repede foarte cunoscut în Iași. După venirea la putere a lui Ion Antonescu i s-a cerut să divorțeze, mai ales că în Iași exista un puternic curent antisemit. A refuzat replicând: "Naționalismul și patriotismul se dovedesc pe câmpul de luptă.". Drept urmare a fost trimis pe front în linia I cu precădere în sectoarele  cele mai expuse. În octombrie 1942 Regimentul 94 Infanterie se afla pe frontul din Kuban la poalele Munților Caucaz, în zona Abinskaia. Batalionul maiorului Palaghiță era amplasat în sectorul Krâmskaia, fiind încadrat la Nord și la Sud reușind să  rupă frontul german. Maiorul Palaghiță a contraatacat rapid din proprie inițiativă și a reușit să refacă linia frontului după lupte crâncene. În zilele următoare presa germană a relatat cele petrecute, elogiind vitejia ofițerului român. Din diverse motive (probabil invidia unor superiori care calificau asemenea fapte ca temerare) presa română a întârziat multe zile să informeze despre situația din Kuban. Ziarul "Curentul" a consacrat în sfârșit, în numărul său din 15 mai 1943, spații largi ofițerului Ioan N. Palaghiță când, în fapt, el nu mai era în viață.
Conducerea sa eroică a unui contraatac local în aprilie 1943 la capul de pod Kuban a salvat forțele militare germane aflate în apropiere de pericolul de a fi încercuite și nimicite. Pentru eroismul său dovedit în acoperirea retragerii trupelor germane a fost decorat la 7 aprilie 1943 cu ordinul militar german "Crucea de cavaler a Crucii de Fier", fiind unul dintre cei 18 militari români care au primit acest înalt ordin german. Prin Decretul Regal nr. 1350/9 mai 1943, i s-a conferit Ordinul Mihai Viteazul clasa a III-a.
Maiorul Pălăghiță a fost ucis în timpul unei acțiuni militare la 9 mai 1943 în Kuban (Rusia). Trei zile mai târziu, prin Decretul Regal nr. 1366/13 mai 1943, a fost înaintat post-mortem la gradul de locotenent-colonel și decorat cu Ordinul Mihai Viteazul clasa a II-a. Moștenitoare este fiica sa, Lila, care trăiește și astăzi în orașul Ploiești.
Trupul neînsuflețit al ofițerului Ioan N. Palaghiță a fost adus de pe front și înmormântat în România cu funeralii naționale.
A fost reconsiderat în anii 1950, în cadrul unei ședințe P.M.R. (Partidul Muncitoresc Român). Soția sa, Ana Palaghiță, nu și-a dezavuat soțul, care era considerat criminal de război, și a rămas în continuare membră a P.C.R.

## Decorații
- Ordinul Mihai Viteazul cl. II - prin DR 1366/13.05.1943 (post-mortem, locotenent-colonel în Regimentul 94 infanterie)
- Ordinul Mihai Viteazul cl. III - prin DR 1350/9.05.1943 (maior în Regimentul 94 infanterie)
- Crucea de Cavaler al Crucii de Fier - 7 aprilie 1943
- Crucea de Fier cl. I - 1939
- Crucea de Fier cl. II - 1939